# NGC 659
NGC 659 je malá otevřená hvězdokupa v souhvězdí Kasiopeji s magnitudou 7,9. Od Země je vzdálená přibližně 6 300 světelných let.

## Pozorování

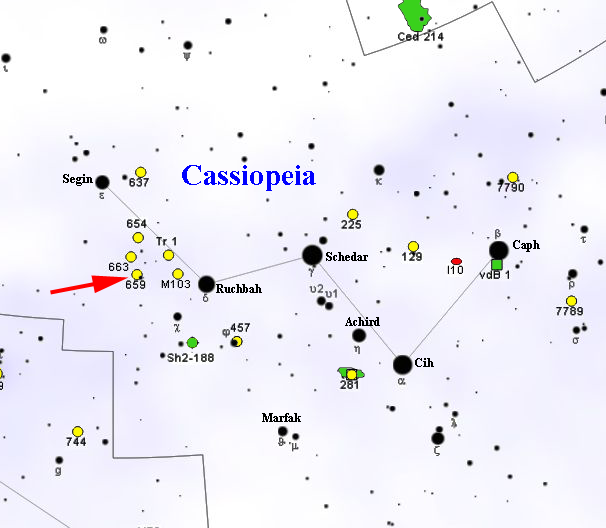
Poloha NGC 659 v souhvězdí Kasiopeji

Tato hvězdokupa se dá snadno vyhledat 2,3° východně od hvězdy Ksora (δ Cas) směrem k bohatému hvězdnému poli, ve kterém je shromážděné větší množství otevřených hvězdokup, jako například Messier 103 a NGC 663. Přestože je méně výrazná než okolní hvězdokupy, dá se snadno vyhledat i triedrem 10x50, ve kterém vypadá jako světlá skvrna, kterou nelze rozložit na hvězdy. Dalekohled o průměru 120 mm je schopen při středně velkém zvětšení rozlišit několik jejích hvězd 11. magnitudy, z nichž nejjasnější má magnitudu 10,55. Dalekohledy o průměru 200 mm dokážou hvězdokupu téměř zcela rozložit na jednotlivé hvězdy.
Hvězdokupa NGC 663 se nachází pouhých 40′ severovýchodně od NGC 659 a jasná hvězdokupa Messier 103 leží 1,3° západně.
NGC 659 má výraznou severní deklinaci, což je velká výhoda pro pozorovatele na severní polokouli, kde je hvězdokupa cirkumpolární, a to až do nižších středních zeměpisných šířek. Naopak na jižní polokouli vychází pouze velmi nízko nad obzor a jižně od tropického pásu není viditelná vůbec. Nejvhodnější období pro její pozorování na večerní obloze je od srpna do ledna.

## Historie pozorování
Tuto hvězdokupu poprvé pozorovala Caroline Herschel 27. září 1783
pomocí zrcadlového dalekohledu o průměru 4,2 palce a svůj objev oznámila svému bratru Williamovi. Ten ji pozoroval až 3. listopadu 1787 a popsal ji takto: „malá a nepříliš bohatá hvězdokupa tvořená malými hvězdami.“
Jeho syn John ji později znovu pozoroval a zařadil ji do svého katalogu mlhovin a hvězdokup General Catalogue of Nebulae and Clusters pod číslem 389.

## Vlastnosti
NGC 659 je velice hustá otevřená hvězdokupa s malými rozměry. Její vzdálenost od Země se odhaduje na 6 300 světelných let a je umístěná v rameni Persea nedaleko od několika jasných OB asociací, zejména Cassiopeia OB8 a Cassiopeia OB1.
Přítomnost několika modrých hvězd hlavní posloupnosti poukazuje na malé stáří této hvězdokupy, které nepřesahuje 35 milionů let. Mezi jejími členy je přinejmenším 5 hvězd typu Be, tedy jasných hvězd s výraznými spektrálními čarami, zatímco uhlíkové hvězdy pozorované v jejím okolí nejsou součástí hvězdokupy, ale při pohledu ze Země se na ni pouze náhodně promítají.